# Weltmeisterschaften der Rhythmischen Sportgymnastik 1997
Die 21. Weltmeisterschaften der Rhythmischen Sportgymnastik fanden 1997 in Berlin, Deutschland statt.

## Ergebnisse

### Einzel-Mehrkampf
| Rang | Nation   | Athletin            |
| ---- | -------- | ------------------- |
| 1    | Ukraine  | Olena Witrytschenko |
| 2    | Russland | Natalja Lipkowskaja |
| 3    | Russland | Jana Batyrschina    |

### Mehrkampf-Mannschaft
| Rang | Nation   | Athletin                                            |
| ---- | -------- | --------------------------------------------------- |
| 1    | Russland | Jana Batyrschina Amina Saripowa Natalja Lipkowskaja |
| 2    | Belarus  |                                                     |
| 3    | Ukraine  |                                                     |

### Keulen
| Rang | Nation   | Athletin            |
| ---- | -------- | ------------------- |
| 1    | Ukraine  | Olena Witrytschenko |
| 2    | Russland | Jana Batyrschina    |
| 3    | Russland | Natalja Lipkowskaja |
| 3    | Ukraine  | Tatiana Popowa      |

### Band
| Rang | Nation     | Athletin            |
| ---- | ---------- | ------------------- |
| 1    | Ukraine    | Olena Witrytschenko |
| 2    | Russland   | Natalja Lipkowskaja |
| 3    | Frankreich | Eva Serrano         |

### Reifen
| Rang | Nation     | Athletin            |
| ---- | ---------- | ------------------- |
| 1    | Russland   | Natalja Lipkowskaja |
| 2    | Ukraine    | Olena Witrytschenko |
| 3    | Frankreich | Eva Serrano         |

### Seil
| Rang | Nation   | Athletin            |
| ---- | -------- | ------------------- |
| 1    | Ukraine  | Olena Witrytschenko |
| 1    | Russland | Jana Batyrschina    |
| 3    | Russland | Natalja Lipkowskaja |

### Medaillenspiegel
| Rang | Nation     | Gold | Silber | Bronze | Gesamt |
| ---- | ---------- | ---- | ------ | ------ | ------ |
| 1    | Ukraine    | 4    | 1      | 2      | 7      |
| 2    | Russland   | 3    | 3      | 3      | 9      |
| 3    | Belarus    | -    | 1      | -      | 1      |
| 4    | Frankreich | -    | -      | 2      | 2      |